# Los Caprichos

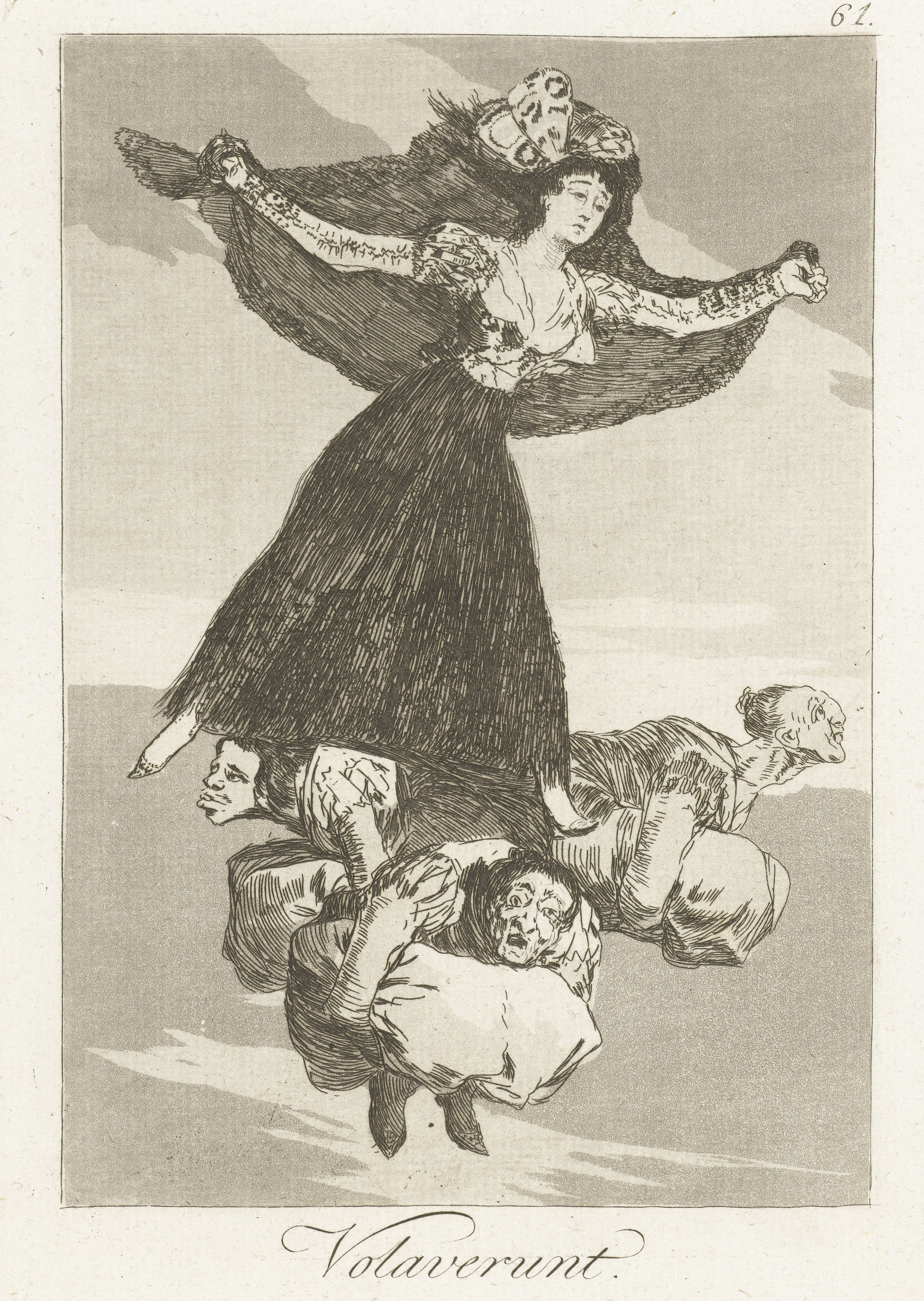
„Volavérunt“ aus Los Caprichos

Los Caprichos (spanisch, von italienisch Capriccio, (unbeschwerte) Laune, Einfall) ist ein zwischen 1793 und 1799 entstandener gesellschaftskritischer Zyklus des spanischen Malers und Grafikers Francisco de Goya.
Es handelt sich um 80 Blätter, die in einer Mischung aus Aquatinta und traditioneller Radiertechnik entstanden und die als Schlüsselwerk Goyas gelten, das am meisten dazu beitrug, Goyas Namen und Kunst in ganz Europa bekannt zu machen. Bis heute gilt Goyas Verwendung der Aquatinta als herausragendes Beispiel für Radiertechnik.
Der Zyklus erschien 1799 in einer Auflage von 270 Stück, wurde aber aus Furcht vor Repressalien (die Inquisition hatte begonnen) zwei Tage nach dem Verkauf von nur 27 Stück aus dem Handel gezogen.

## Ursprung
1792 erkrankte der Hofmaler Goya schwer – die Spekulationen reichen von Syphilis bis Bleivergiftung –, was zu einer lebenslangen Gehörlosigkeit und auch zu einer Wende in seinem künstlerischen Schaffen führte. Goya konzentrierte sich fortan nicht mehr auf das höfische Leben und dessen Repräsentationswünsche, sondern entwickelte zunehmend gesellschaftskritischen Charakter und beschäftigte sich mit den politischen und sozialen Umständen seiner Zeit. Er zog sich von seinen öffentlichen Ämtern zurück und versuchte, seine Druckgrafiken eigenhändig auf dem freien Markt zu verkaufen.
Dualismus von Vernunft und Phantasie – Kennzeichen des Capriccio – charakterisiert diesen ersten seiner Radierungszyklen, bei dessen Entstehung im Jahre 1797 Goya 51 Jahre alt war.

## Inhalt
Die Blätter greifen aktuelle Probleme auf: Armut, Prostitution, Aberglaube, Standesdünkel, Missbrauch klerikaler Autorität durch Inquisition und die Brutalität des Machterhalts von Adel und Klerus.
1799 kündigte Goya in einer Madrider Tageszeitung das Erscheinen dieser Serie von 80 Radierungen unter dem Titel Caprichos an. Der unbeschwerte Titel der Bilderserie, die er als Produkte schöpferischer Phantasie ausgab, ließ die dahinter steckende schonungslose Gesellschaftskritik nicht vermuten. Doch als Sittenbilder der zeitgenössischen Gesellschaft mit zahlreichen Anspielungen und aufgeladener Symbolik, „durchtränkt von erotischer Atmosphäre und beißender Satire“, galt der Zyklus den Zeitgenossen als höchst gefährlich, so dass Goya den Verkauf der Blätter rasch einstellte.
Viele Zeitgenossen Goyas haben die Caprichos als direkte Satire verstanden und sich damit vergnügt, angeblich porträtierte Personen zu identifizieren. Goya dagegen hatte bestritten, dass persönliche Angriffe gemeint waren. Jan Kott, der Parallelen zum Bestiarium in Shakespeares Sommernachtstraum erblickt, deutet den Zyklus als einen Ausdruck tierhafter Sexualität und Gier: Alles sei ein „Tasten, Saugen, Greifen, Umklammern“. Die Männer sind bucklig und verkrüppelt, die Dirnen hingegen sitzen „steif und aufrecht auf hohen Stühlen, blasiert und unwillig“, oft „mit einem bösen Schimmer in den Augen“ wie im Schaukasten. In der häufig auftretenden Figur des Esels (der bei Goya oft für die Aristokratie steht) paart sich diese Gier mit Dummheit. Ein elegant gekleideter Esel blättert in einem Stammbuch, das nur Bilder anderer Esel zeigt. Der Titel der Zeichnung, mit der sich Goya über traditionssüchtige Adelige lustig macht, lautet: „Bis auf seinen Großvater zurück“.

## Drucklegung
1803 bot Goya die Platten und die restlichen Drucke dem König Karl IV. (1788–1808) mit der Bitte an, eine Pension für seinen Sohn zu gewähren. Der König akzeptierte, und die Platten gingen an das Museo de Calcografía Nacional Madrid. Von den Platten wurden nach Francisco de Goyas Tod mehrere Serien abgezogen. Die erste Neuausgabe erschien 1850, der letzte Neudruck (13. Auflage) kam 1970 heraus.

## Abbildungen
Am berühmtesten ist das Blatt Nr. 43 mit dem Titel El sueño de la razón produce monstruos (Der Schlaf der Vernunft gebiert Ungeheuer oder auch Der Traum der Vernunft gebiert Ungeheuer).

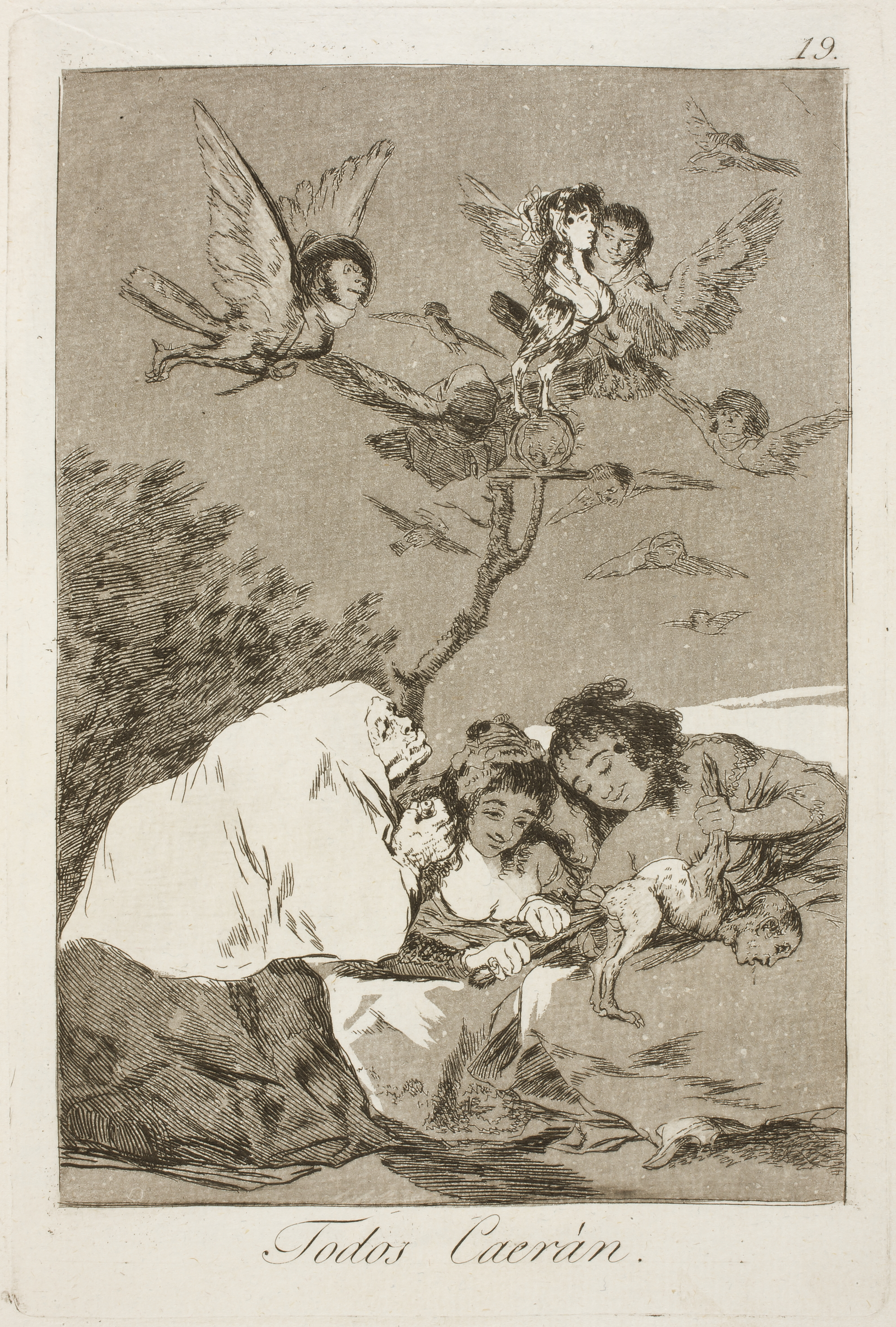
Nr. 19: Todos caerán
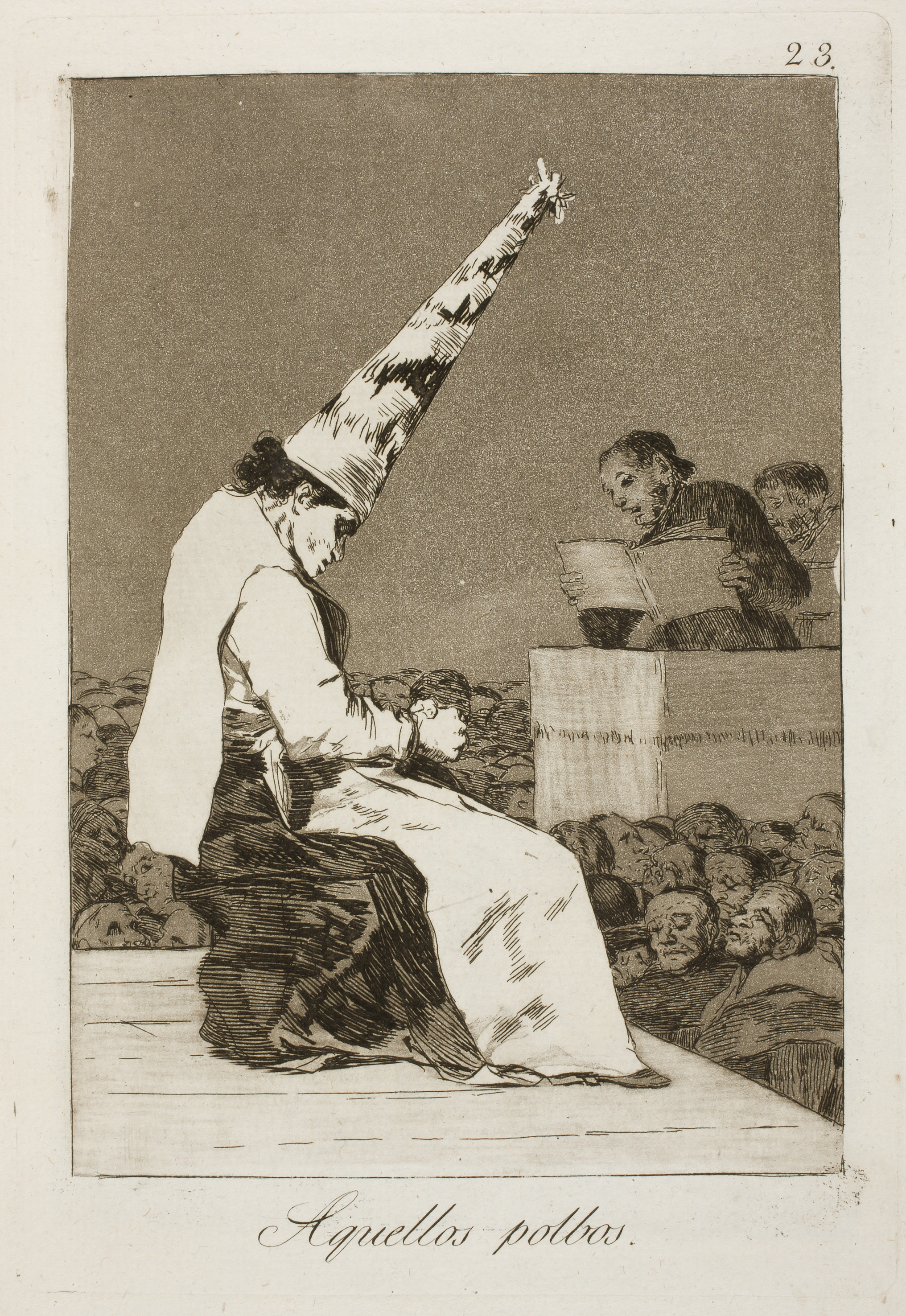
Nr. 23: Aquellos polvos
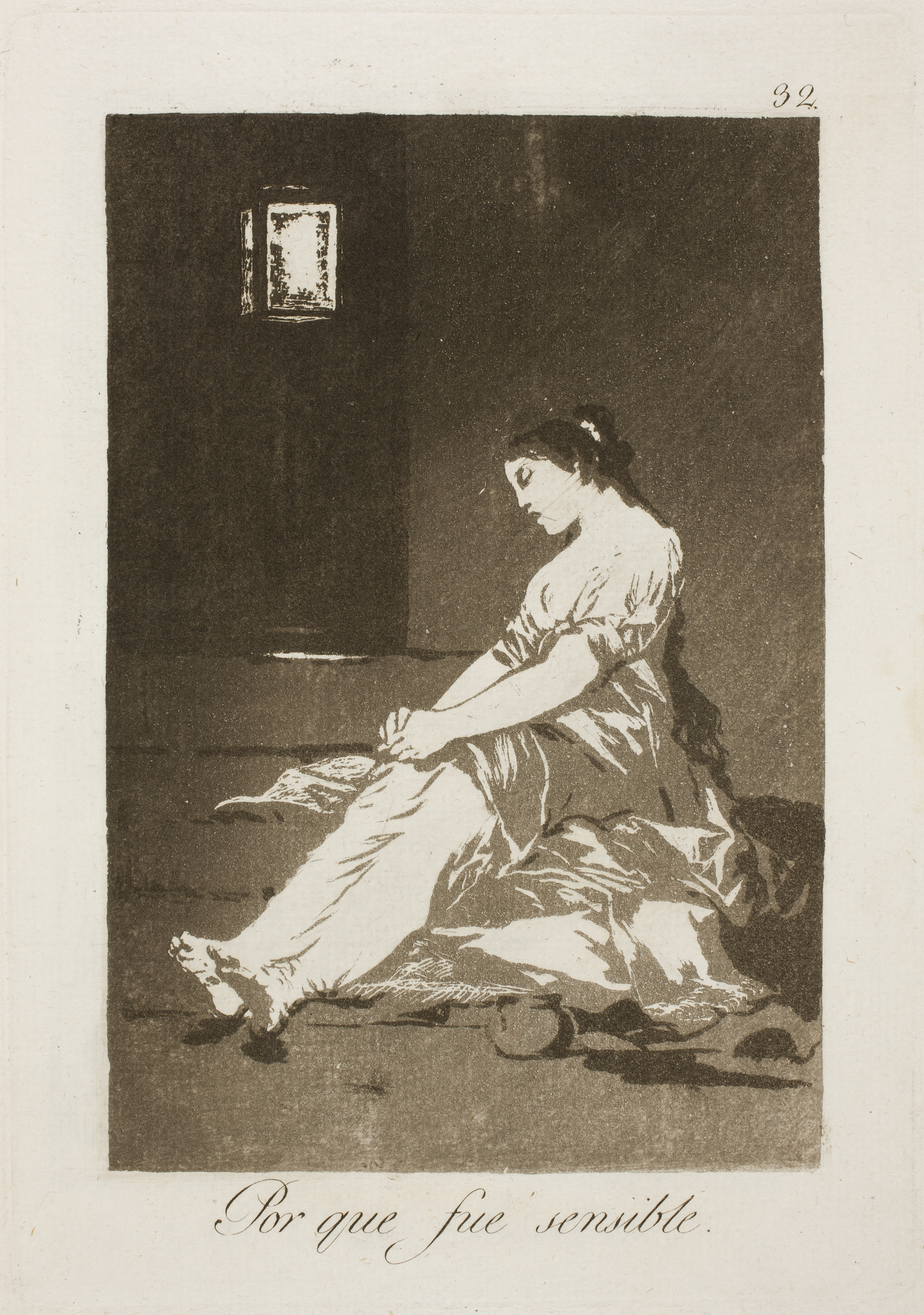
Nr. 32: Porque fue sensible
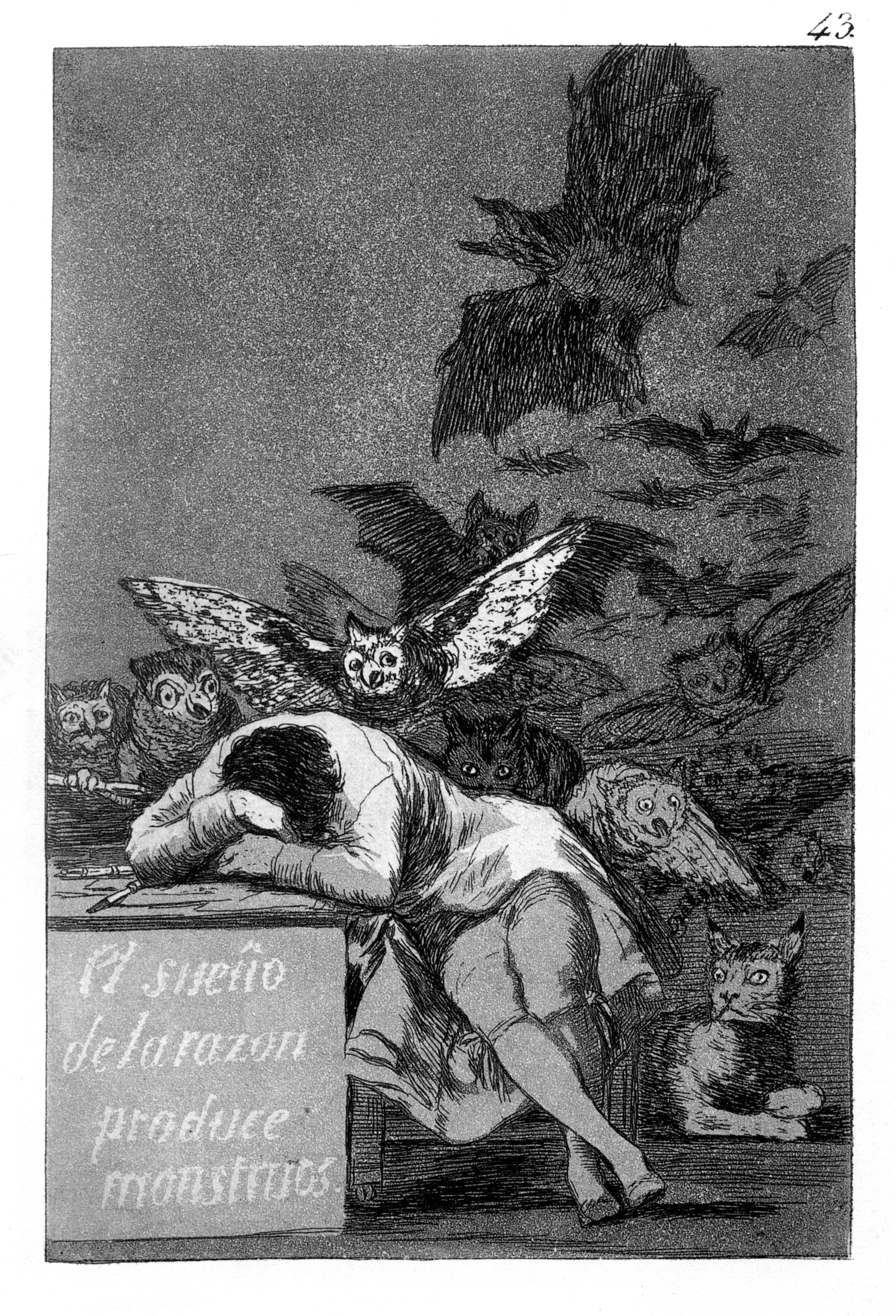
Nr. 43 El sueño de la razón produce monstruos
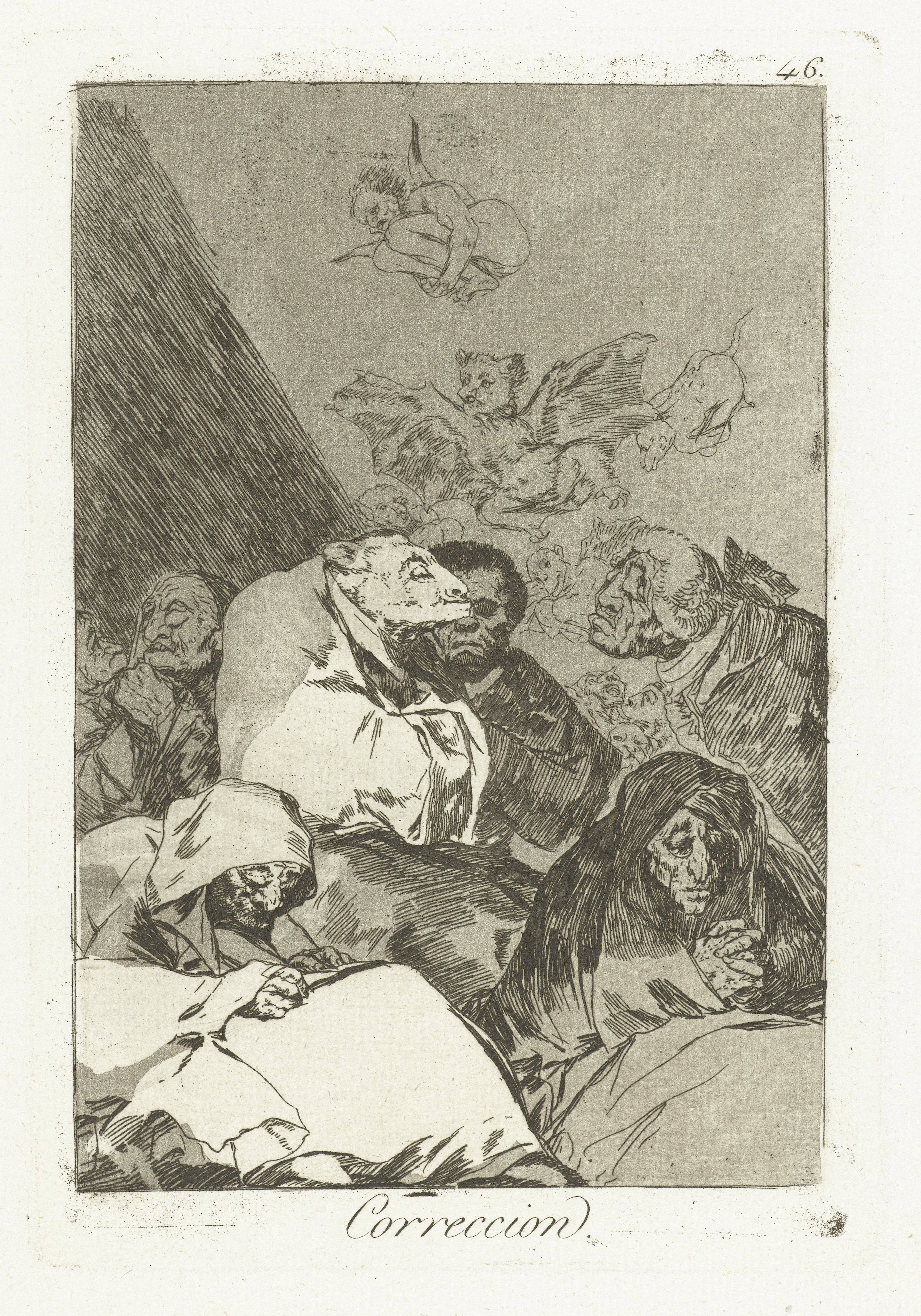
Nr. 46: Corrección
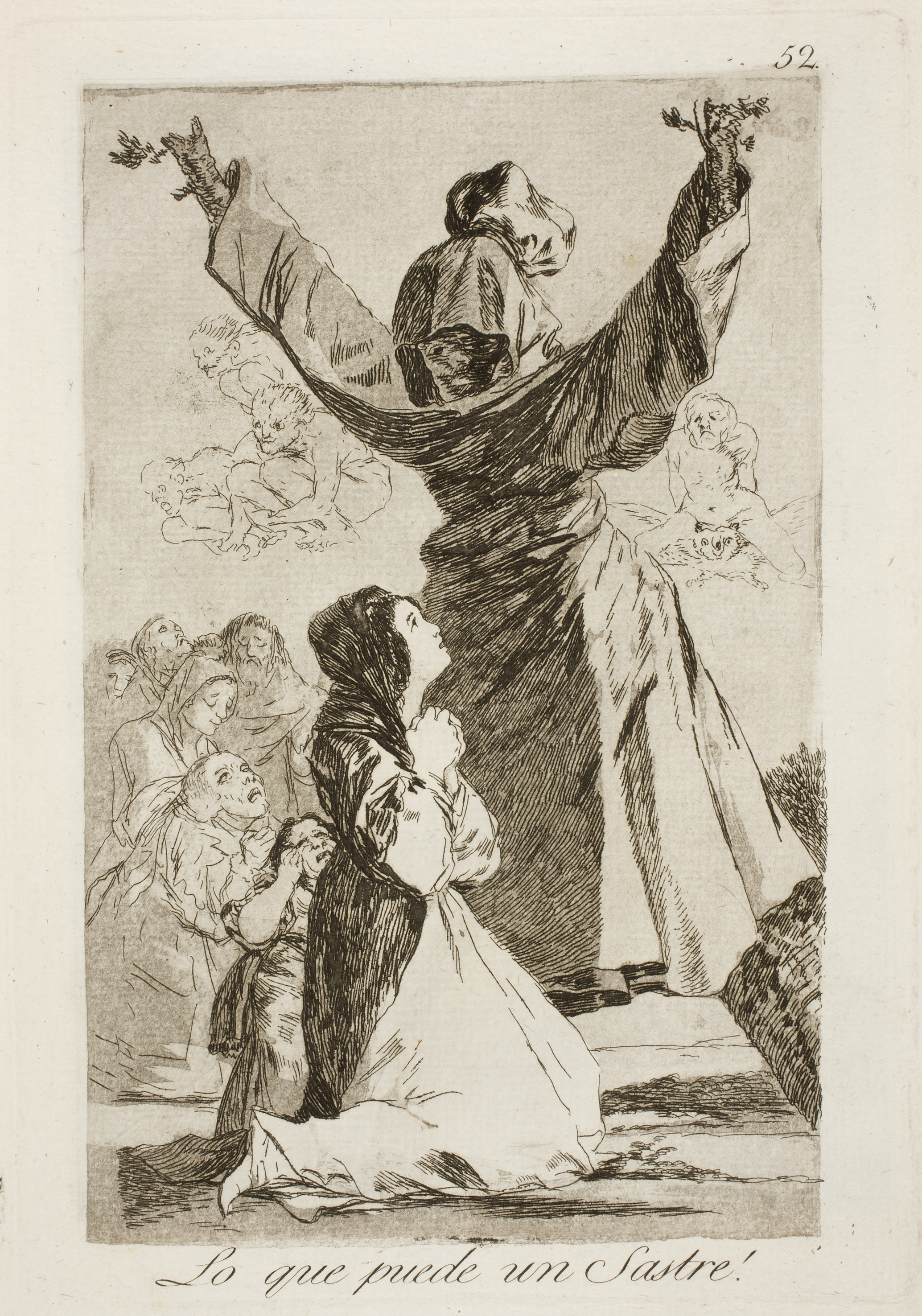
Nr. 52: ¡Lo que puede un sastre!
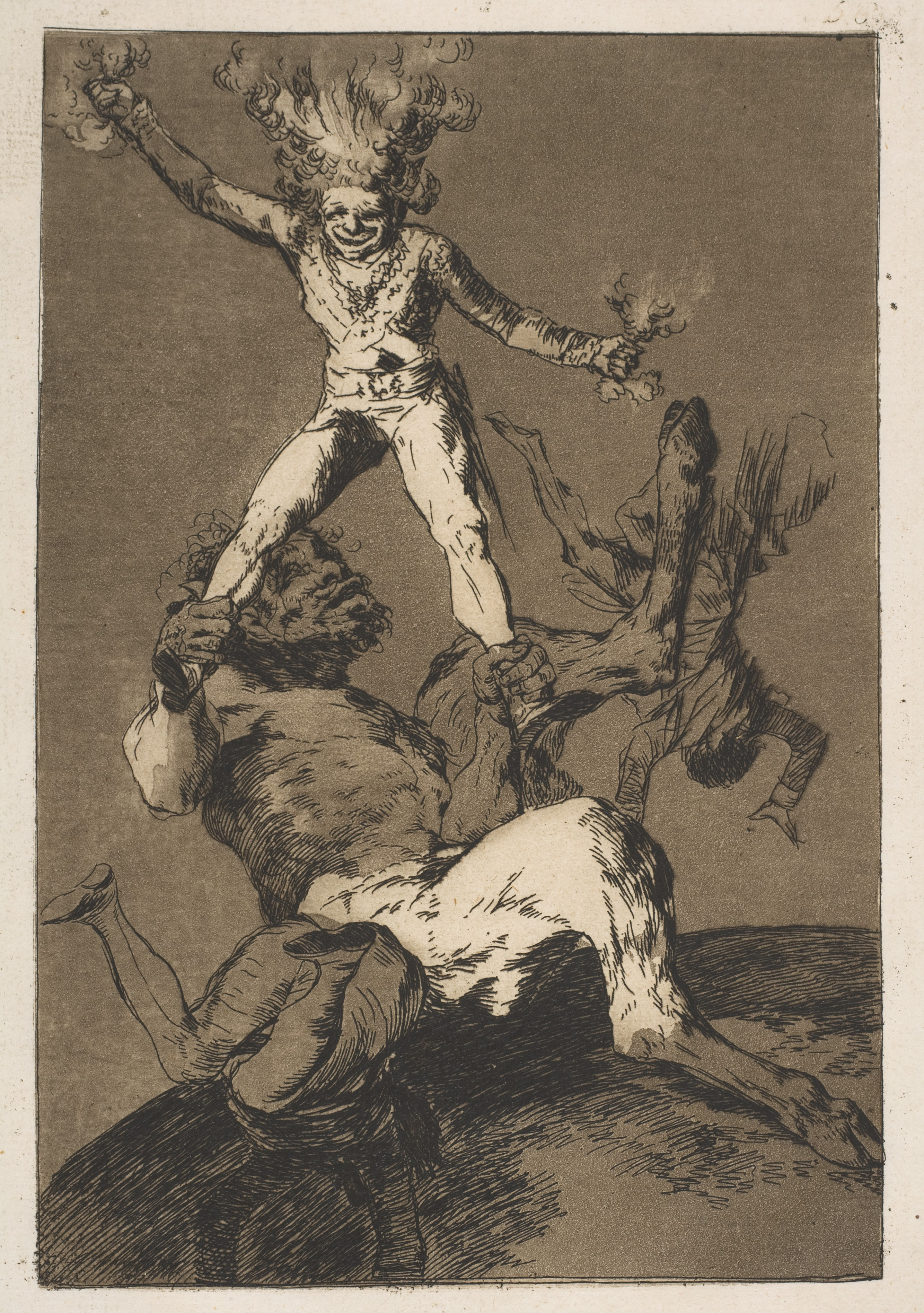
Nr. 56: Subir y bajar (Auf und ab)
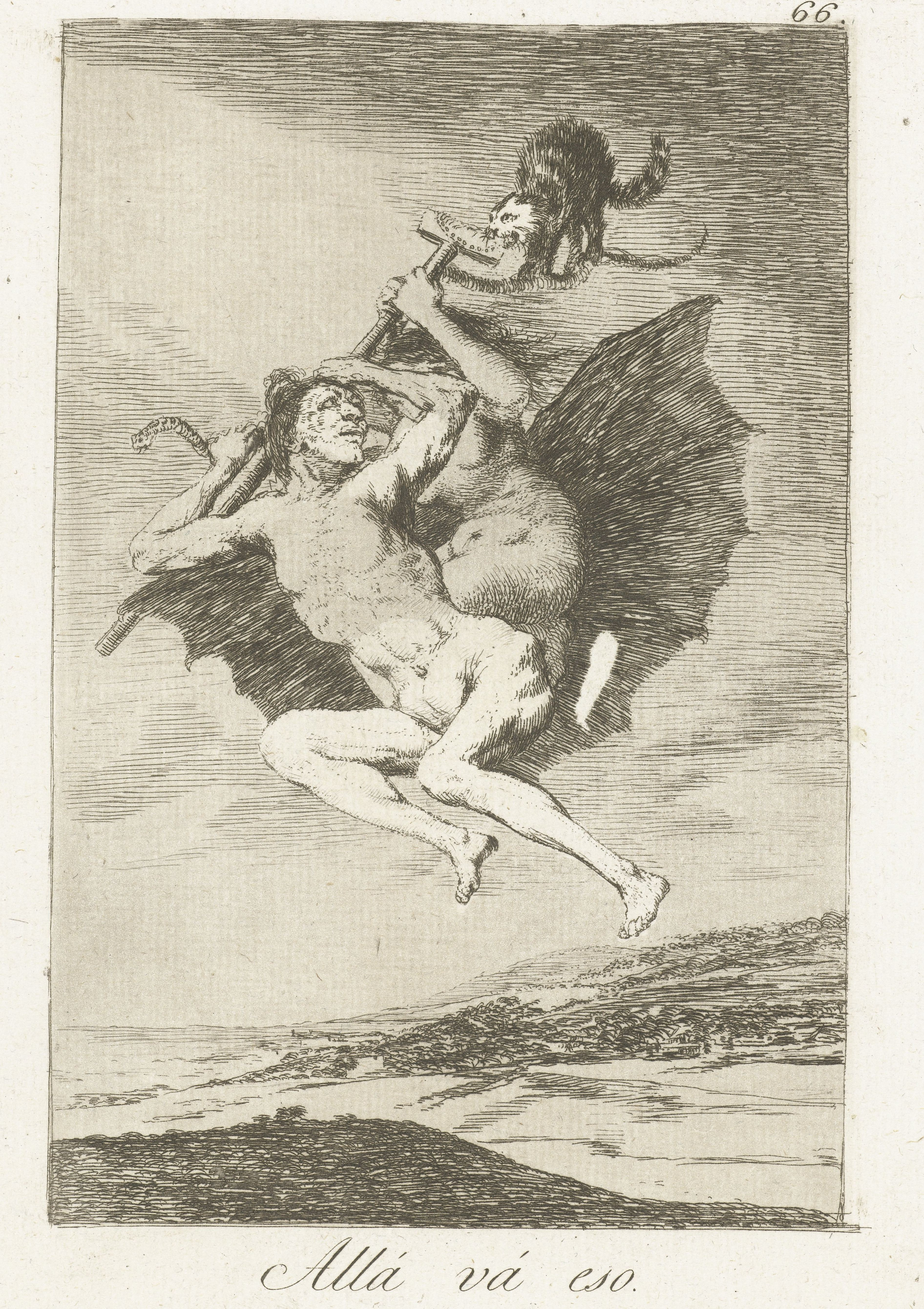
Nr. 66: Allá va eso
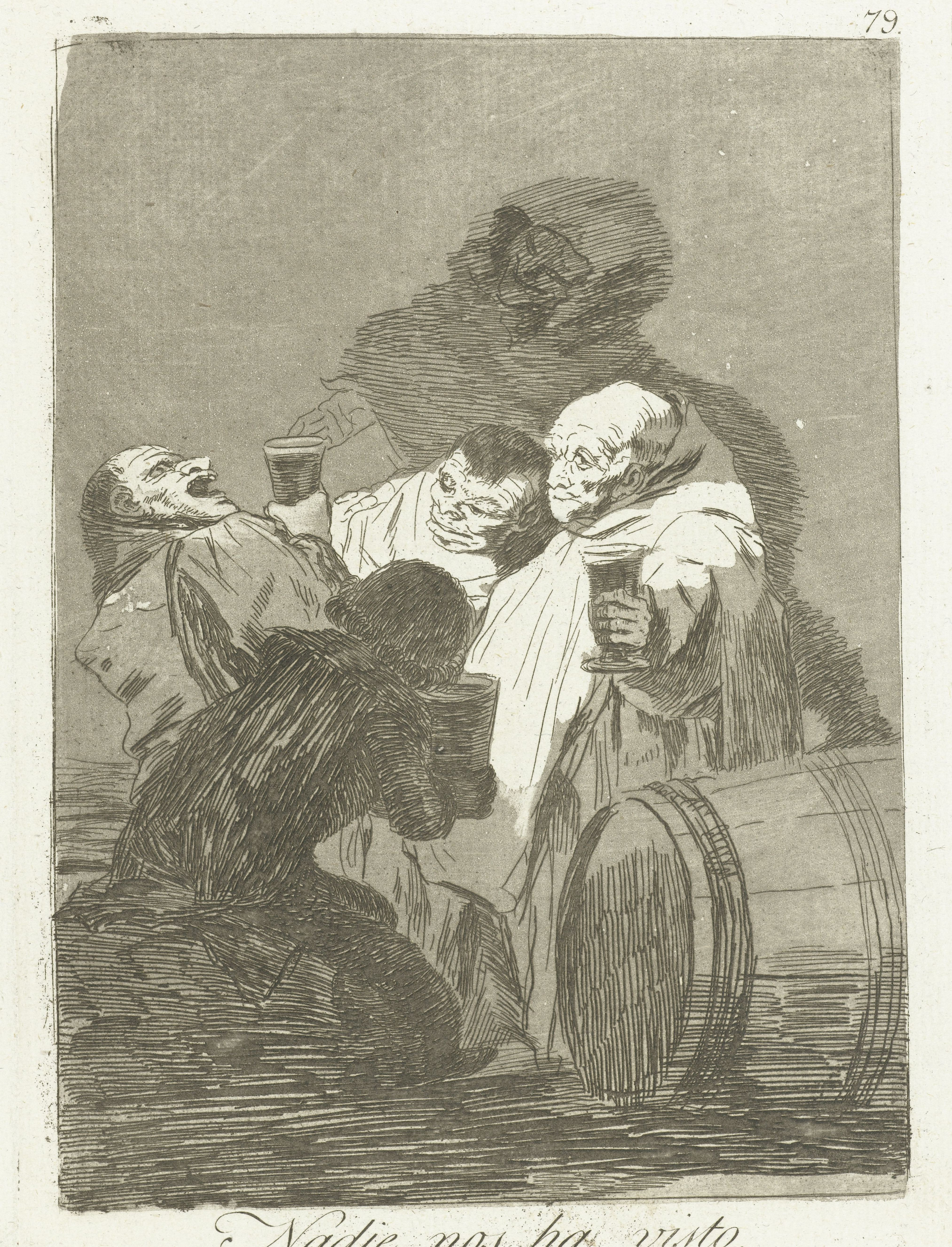
Nr. 79: Nadie nos ha visto
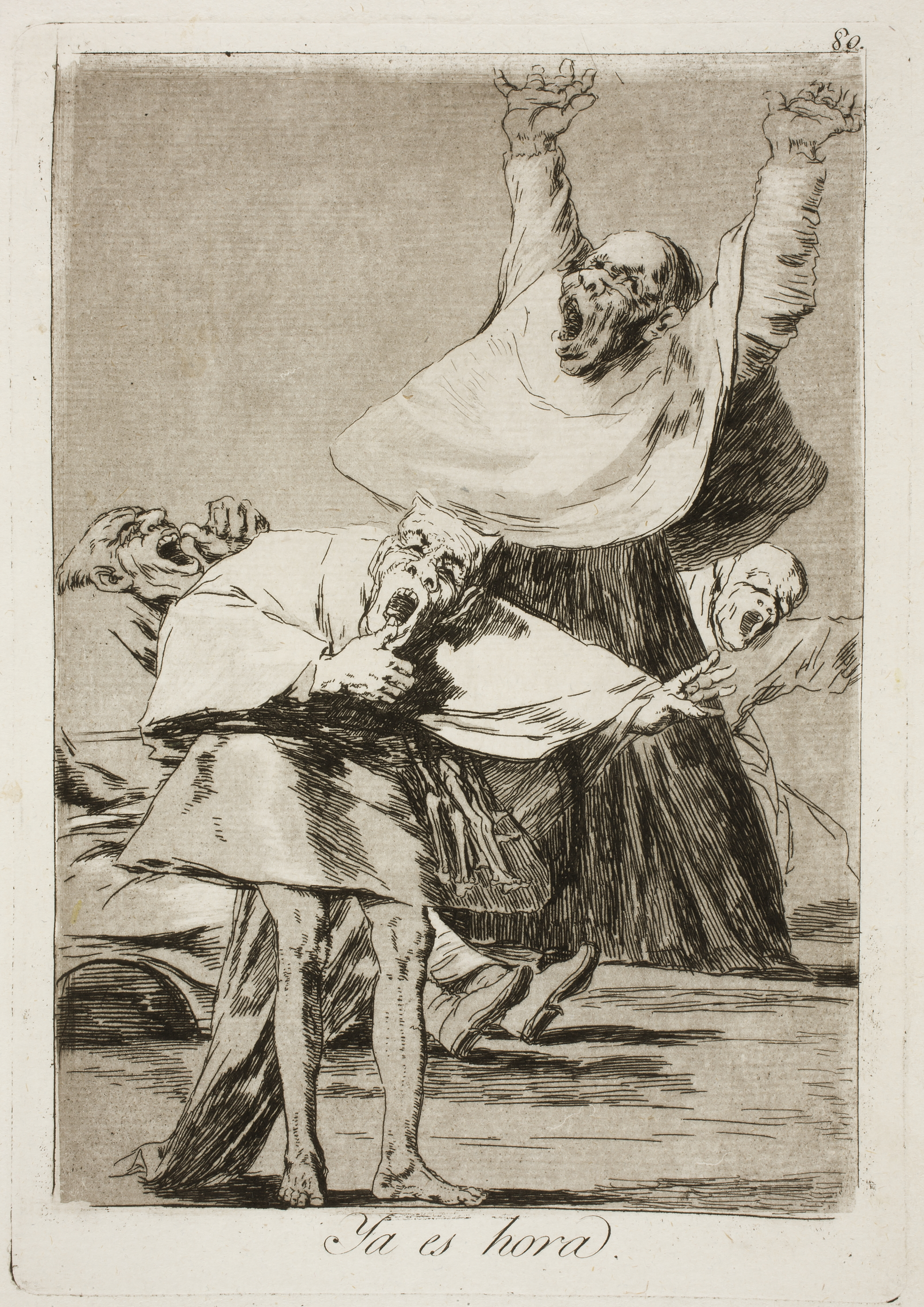
Nr. 80: Ya es hora

## Ausstellungsorte in Deutschland
In Deutschland befinden sich einzelne Blätter der Caprichos im Besitz der Berliner Sammlung Scharf-Gerstenberg, der Hamburger Kunsthalle, der Kunsthalle Bremen sowie der Staatlichen Kunsthalle Karlsruhe (Auswahl).

## Los Caprichos in der Musik
Von Mario Castelnuovo-Tedesco stammt der Zyklus 24 Caprichos de Goya, den er 1961 für Gitarre komponierte und der eine Auswahl aus den 80 Caprichos Goyas musikalisch umsetzt.
1973 komponierte Reinhard Wolschina Fünf Caprichos für Bläserquartett und Schlagzeug und ließ sich dabei von fünf Blättern des Zyklus anregen.
Von Hans Werner Henze stammen Los Caprichos. Fantasia per orchestra. „Komponiert auf 9 Radierungen aus der gleichnamigen Gesellschaftssatire Goyas (1796/98)“.